# Suttonia lineata
Suttonia lineata, thường được gọi là cá mú tàn nhang (tên tiếng Anh: Freckleface podge), là một loài cá biển thuộc chi Suttonia trong họ Cá mú. Loài này được mô tả lần đầu tiên vào năm 1960. Tên gọi chung cho các loài thuộc phân họ Grammistini là "cá xà phòng", vì khi bị kích động, chúng sẽ tiết ra một chất nhầy có độc để bảo vệ cơ thể.

## Phân bố và môi trường sống
S. lineata có phạm vi phân bố nhỏ hẹp ở vùng biển Tây Thái Bình Dương. Loài này được tìm thấy chủ yếu ở các đảo phía đông của quần đảo Mã Lai; trải dài về phía đông đến quần đảo Solomon, Fiji, quần đảo Line, quần đảo Society và cả quần đảo Hawaii; xa nhất về phía bắc là ở quần đảo Bắc Mariana. S. lineata sống xung quanh các rạn san hô hay các rạn đá ngầm ở độ sâu khoảng từ 6 dến 44 m.

## Mô tả
Chiều dài cơ thể lớn nhất được ghi nhận ở S. lineata là khoảng 8 cm. Cá trưởng thành có màu đỏ sẫm ở khắp cơ thể, kể cả các vây, lốm đốm những chấm màu nâu sẫm. Đầu màu đỏ sẫm hoặc đỏ xám ở nửa trên và sau gáy (nửa dưới nhạt hơn). Không có đốm đen nào riêng biệt trên nắp mang. Không có nắp da dưới cằm. Lỗ mũi của chúng có hình ống dài, nằm ở môi trên. Danh pháp khoa học của S. lineata có nghĩa là "đường sọc", ám chỉ dải sọc trên đỉnh đầu của chúng.
Số gai ở vây lưng: 7; Số tia vây mềm ở vây lưng: 22 - 25; Số gai ở vây hậu môn: 3; Số tia vây mềm ở vây hậu môn: 19 - 22; Số đốt sống: 26 - 28.
Thức ăn của S. lineata có thể là những loài động vật giáp xác.